# 贾森·劳泽
贾森·劳泽（英語：Jason Rouser，1970年3月22日—），美国男子田径运动员，主攻短跑。他曾代表美国参加1996年夏季奥林匹克运动会田径比赛，获得男子4×400米接力金牌。